# Ирландское море
Ирла́ндское мо́ре (англ. Irish Sea, ирл. Muir Éireann, валл. Môr Iwerddon, мэн. Mooir Vannin, гэльск. Muir Mhanainn, скотс Erse Sea) — межостровное море Атлантического океана, расположено между островами Великобритания и Ирландия. Омывает на севере берега Шотландии, на западе — Республику Ирландия и Северную Ирландию. К югу от моря расположен Уэльс, к востоку — Англия. На юго-западе переходит в пролив Святого Георга, на севере — в Северный пролив, через которые соединяется соответственно с Кельтским морем и океаном. Площадь около 100 тыс. км², наибольшая глубина 175 метров.
В античное время Ирландское море было известно под названием Ибернийский океан (лат. Oceanus Hibernicus).
По словам организации Гринпис, в 2001 году Ирландское море являлось самым радиоактивно загрязнённым морем планеты из-за отходов комплекса Селлафилд.

## Геология и рельеф

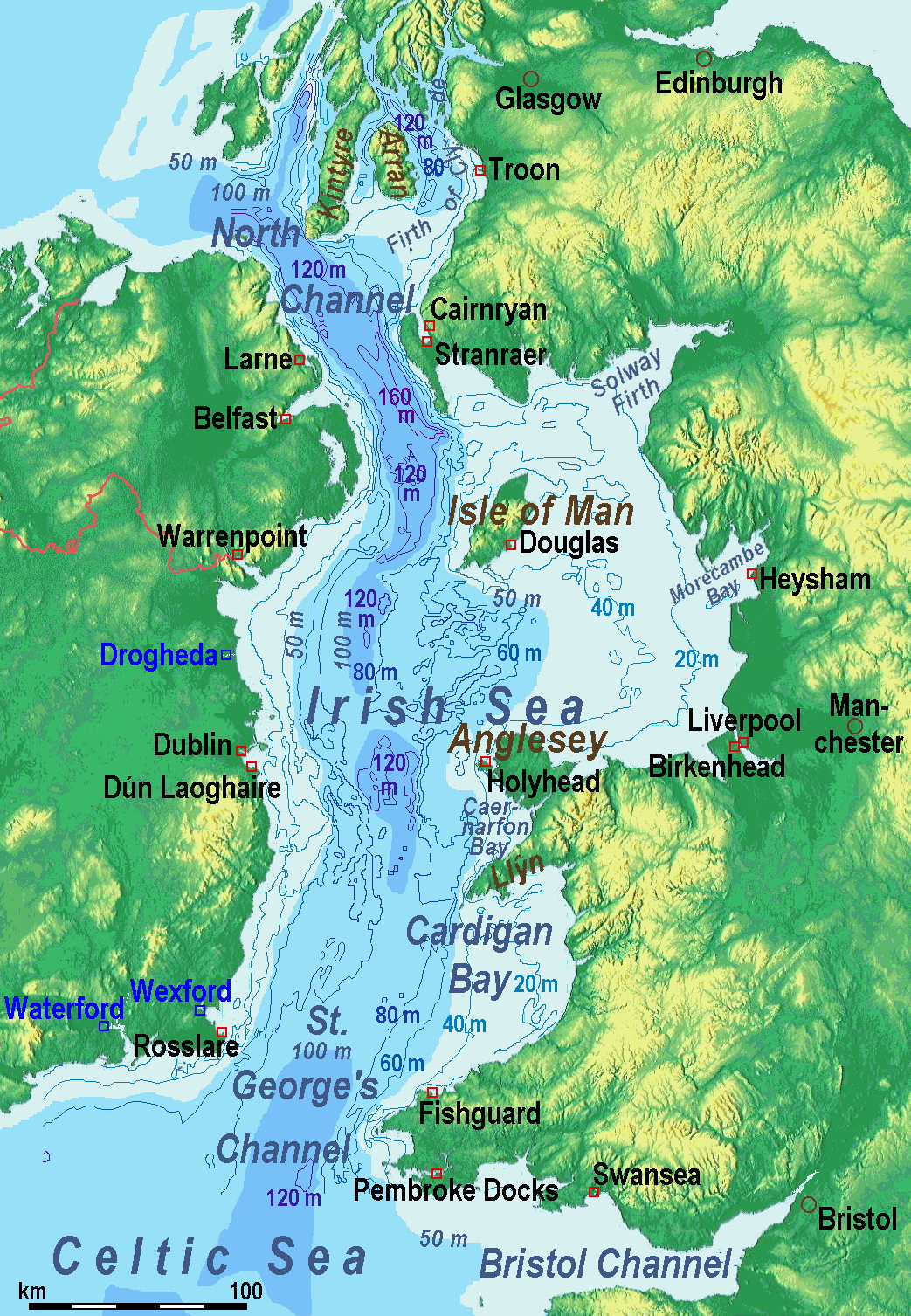
Батиметрическая карта Ирландского моря

Образование Ирландского моря относят к третичному периоду (66,4-1,6 млн лет назад) в результате рифтовых процессов и опускания дна бассейна.
Ирландское море располагается на материковой отмели, по центру которой проходит узкий жёлоб. Наиболее глубокая точка (175 м) находится около шотландского мыса Малл-оф-Галловей, недалеко от выхода в Северный пролив. Дно покрыто донными отложениями (галька, песок или ракушечник).

## Острова и береговая линия
В Ирландском море расположено два крупных острова: Мэн, лежащий в центре северной части моря, и Англси, отделённый от побережья Северного Уэльса узким проливом Менай. Среди небольших островов — Холи-Айленд, Уолни, Ирландс-Ай и другие.
Берега изрезаны небольшими заливами и бухтами. В северо-западной части располагаются заливы Лус, Уигтаун и Солуэй-Ферт. На востоке и юго-востоке лежат залив Морекамб, Ливерпульский залив с устьем реки Ди и бухта Бомарис. В западной части моря в берега Ирландии вдаются заливы Странгфорд-Лох, Дандрам, Карлингфорд-Лох, Дандолк и бухта Дублин.

## Климат и океанография
В течение года над Ирландским морем преобладают западные ветра, в зимнее время вызывающие частые шторма. Температура воздуха зимой около 5 °C, летом воздух прогревается до 15 °C. Вода имеет температуру от 5—9 °C (февраль) до 13—16 °C (август), от глубины зависит мало. Солёность изменяется от 32 до 34,8 ‰.
Поверхностные течения образуют циклональный круговорот, достигая скорости более 4 узлов в проливе святого Георга возле побережья Ирландии. Самые слабые течения находятся в западно-центральной части моря. Приливы полусуточные, высота от 1,2 до 6,1 м. Максимальная высота наблюдается на северо-западном побережье Англии. Приливные течения входят в Ирландское море с севера и юга, встречаясь на широте 54° N, немногим южнее острова Мэн.

## Экономика

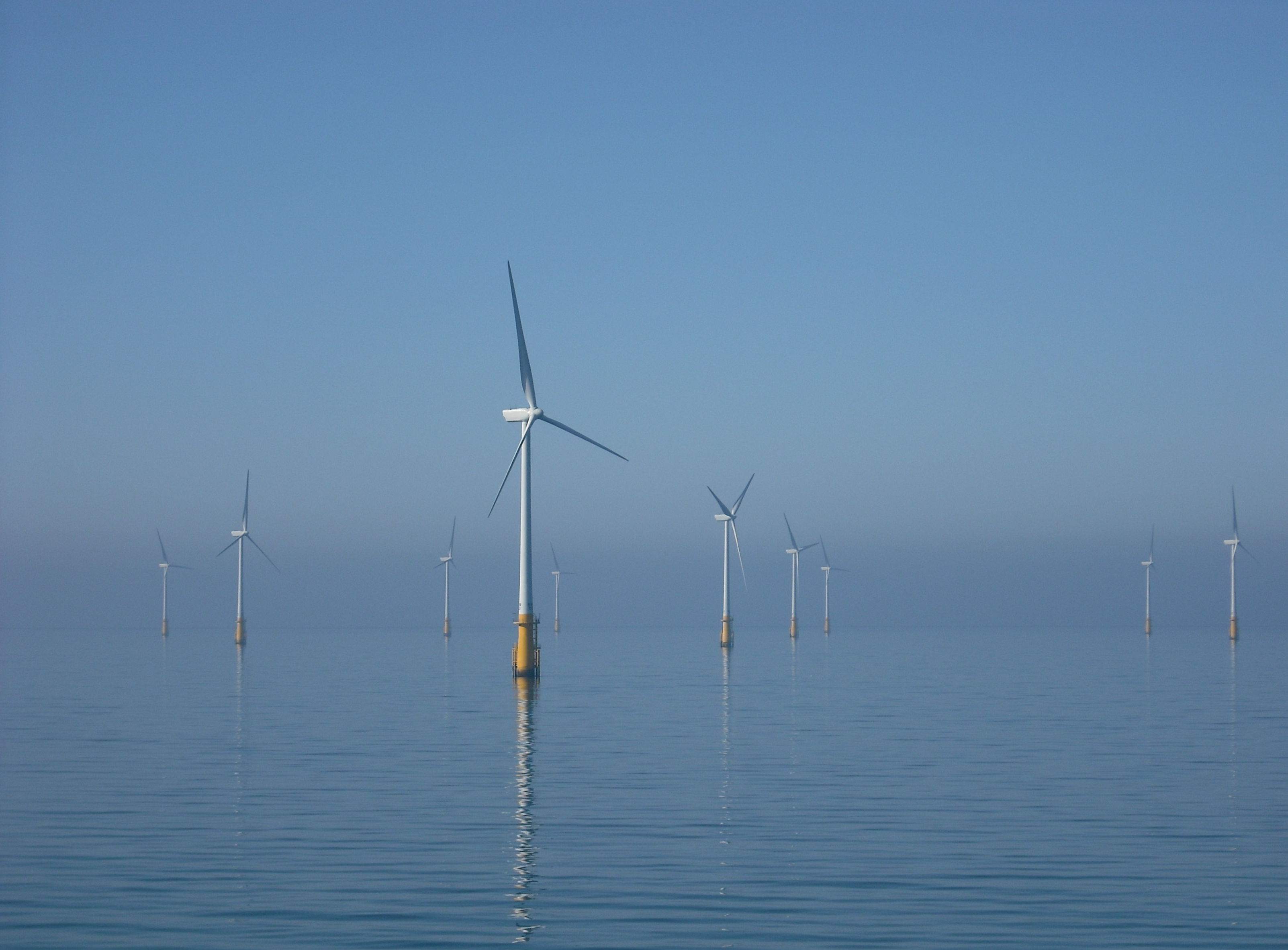
Ветряки недалеко от Барроу-ин-Фернесс

На восточном берегу моря расположен крупнейший порт Великобритании — Ливерпуль. Город Манчестер имеет выход в Ирландское море через Манчестерский канал. На западном берегу моря в Дублинском заливе и на реке Лиффи расположен порт Дублина, через который проходит значительная часть товарооборота Республики Ирландия.
Хорошо развито рыболовство, основные рыболовецкие порты: Флитвуд (Англия), Ардгласс,
Портавоги и Килкил (Северная Ирландия), а также Дун-Лэаре, Скеррис и другие порты рядом с Дублином (Республика Ирландия). Среди промысловых пород — сельдь, килька, треска, мерланг, камбала, анчоусы.
В прибрежных районах Ирландского моря создано несколько ветровых электростанций: в Арклоу (около 10 км от берегов графства Уиклоу), недалеко от города Дрохеда (Ирландия), в 8 км от города Рил и в 7 км от берега острова Уолни (Великобритания).
Начиная с 1895 года обсуждается идея строительства моста через Ирландское море или тоннеля под ним.